# Microaprenentatge
El terme microlearning o microaprenentatge representa una perspectiva o modalitat d'aprenentatge, orientada a la fragmentació de continguts didàctics, per mitjà dels quals s'adquireixen determinades competències. L'aprenentatge es genera en petites passes, que en interconnectar-se, formen un coneixement més ampli i profund a llarg termini. Es caracteritza per ser una forma d'aprenentatge realitzat en un curt període, que pot ser dut a terme en qualsevol moment i lloc. Aquests autors sostenen que el terme microaprenentatge emergeix del concepte microcontingut, encunyat per Anil Dash (programador i impulsor del moviment blogger). Dash utilitza el terme microcontingut l'any 2003 per definir tota aquella informació publicada de forma abreujada, que, per la seva limitació temporal, se cenyeix a un únic tema principal, al qual s'hi accedeix per mitjà d'un software i un dispositiu.
Aquest moviment sorgeix en el context de la web 2.0, tot i que Salinas i Marín sostenen que degut a l'auge dels dispositius mòbils i el fenomen del m-learning (aprenentatge electrònic mòbil) l'enfocament recobra una gran rellevància en els últims temps, utilitzat per a l'aprenentatge al llarg de la vida i per a l'aprenentatge que requereix ser aplicat en el moment, molts d'aquests realitzats de manera informal.

## Definició

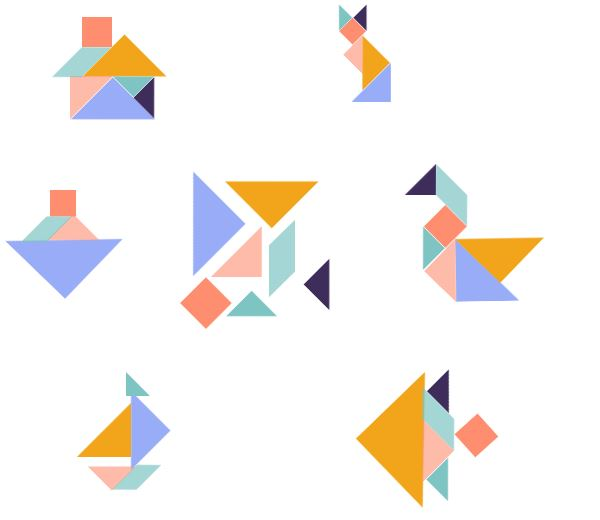
Les activitats de microlearning es construeixen a partir de microcontinguts amb entitat pròpia.

El microaprenentatge és una nova àrea d'investigació, dirigida a explorar noves formes de respondre a la creixent necessitat d'aprenentatge dels membres de la nostra societat. Es basa en la idea de desenvolupar petits trossos de contingut d'aprenentatge i tecnologies flexibles que permetin als estudiants accedir a ells amb major facilitat en qualsevol moment del dia, com ara durant períodes d'esbarjo o mentre es mouen.
El microaprenentatge ofereix els continguts desglossats en fragments molt petits. Per tant, els processos de microaprenentatge poden cobrir un lapse d'uns pocs segons, per exemple a l'aprenentatge mòbil, fins a 15 minuts, com ara a l'ús del correu electrònic com a mitjà per transmetre informació.
Tot i que no existeix un concens generalitzat per a la definició de microaprenentatge des de la didàctica, es poden considerar com a exemples de microaprenentatge l'ús de missatges curts a les xarxes socials (tuits), la visualització de recursos audiovisuals (podcasts, videos curts), l'anàlisi d'inforgrafies, esquemes o diagrames, i fins i tot la gamificació.
Així doncs, els microcontinguts constitueixen petits fragments d'informació digital en constant flux i circulació. La mida del microcontingut ha d'estar en funció del grup d'estudiants amb el qual es treballi i de la matèria a explicar. Així mateix, els microcontinguts han de tenir sentit per a la formació i han de ser clars, estant sempre orientats als objectius d'aprenentatge que es persegueixin. En definitiva, al microaprenentatge són crucials les variables de mida, temps, forma de lliurament i contingut.

## Característiques
Les principals característiques del Microaprenentatge són:
- El microaprenenatage posiciona al centre de l'aprenentage a l'estudiant i li dona la major part de la responsabilitat i autonomia.
- Es basa en paradigmes constructivistes.
- Existeix la tendència a donar suport als processos d'aprenentatge Microlearning amb la interacció de micro-continguts, i recursos educatius oberts.[6]
- La disponibilitat de micro-continguts és creixent en qualitat i quantiat en l'entorn Web 2.0.
- El microaprenentatge minimitza i optimitza el temps del procés d'aprenentatge.
- El Microlearning també s'entén dins de l'aprenentatge informal, que es pot produir en microambients i de manera col·lectiva, seguint metodologies d'aprenentatge col·lectiu.[7]
- La base és la creació de petites píndoles de continguts.[8]
- Els continguts solen tenir una durada màxima de fins a 15 minuts.[9]
- Poden relacionar-se entre sí per formar lliçons o fins i tot temaris.
- S'utilitzen  diferents formats de continguts com ara vídeos, àudios o microlectures entre d'altres.

## Història
Es tracta d’un terme que es pot considerar que ha existit des de la dècada del 1960, quan George Miller va publicar l’article “El màgic número set, més o menys dos”, on feia referència al fet que davant d’una situació nova, la ment humana pot memoritzar entre 5 i 9 elements, aproximant aquest nombre a 7 en la majoria de casos. Es considera que aquest article ja descrivia les bases del que posteriorment s’anomenaria microlearning.
A mitjans d'aquella dècada, a la Universitat Stanford, Dwight Allen i Robert N. Bush començaran a validar la seva funcionalitat utilitzant continguts audiovisuals de curt format per TV, aplicats a la formació de professors, com a solució àgil davant les necessitats formatives dels mestres.
Anys més tard, el 1994, Wayne Hodgins després d’inspirar-se en les possibilitats didàctiques d’un joc de construcció LEGO, va crear el concepte d’Objecte d’aprenentatge, que descriu aquells recursos que permeten ser utilitzats en l'educació (com els videotutorials, les infografies, els esquemes), i que prenen una rellevància important en el microlearning.
A Espanya les primeres experiències i estudis sobre microaprenentatge daten de principis dels anys setanta en l'Institut de Ciències de l'Educació de la Universitat Autònoma de Barcelona en col·laboració amb el Ministeri d'Educació i Ciència.

## Disseny i integració del microaprenentatge
L’aplicació del microaprententatge ha de garantir la formació a distància, però presentant els continguts en forma de petites “píndoles” que l’alumnat puga assimilar en lapses curts de temps. Per tal d’assolir aquest objectiu de forma efectiva, s’han de tenir en compte diferents punts claus.
Pel que fa al disseny del micro-contingut i les micro-activitats, aquestes s’han de presentar en un format breu i fàcil de percebre en un sol cop d’ull. Els continguts han de ser fàcilment accessibles i trobar-se estructurats de manera organitzada. A més a més, el tema tractat ha de ser exposat de forma directa, clara i concisa. En qualsevol cas, els continguts hauran de ser adaptats, no fraccionats, de manera que siguen assequibles segons el format presentat. Tanmateix, han de ser suficientment complets com per a què l’alumnat no requerisca buscar informació addicional. Finalment, pel que respecta a la durada, tot i que no existeix un consens clar, es recomana que cada lliçó no supere els 15 minuts.
Per tal d’integrar el micro-contingut és essencial establir una seqüenciació estructurada i delimitada, segons aquest siga part d’un curs, d’un mòdul o d’una peça didàctica breu. Es pot recórrer a sistemes de gestió de l’aprenentatge (LMS, de l’anglès Learning Management Systems) preexistents com ara Moodle o OpenEdX. A més a més, s’haurà de tenir en compte la finalitat del micro-contingut que pot ser comercial o de formació primària, secundària, post-obligatòria, així com personal o empresarial.

## El microaprenentatge i la gamificació
La gamificació (del terme gamification) o ludificació és una estratègia que des de fa uns anys s’ha començat a introduir en el món educatiu per tal de promoure la motivació, el compromís i la participació dels estudiants, obtenint així resultats d’aprenentatge més satisfactoris. La definició més coneguda de gamificació és la de “l’ús dels elements de disseny del joc en contextos de no joc”.
Quan es dissenya una experiència de microlearning es poden tenir en compte elements de gamificació, com per exemple donar punts, missatges positius o fins i tot distintius.Un exemple de distintius són les insígnies (badges) que Moodle (LMS) ofereix per a celebrar un èxit o per mostrar el progrés de l'estudiant dintre de l'experiència educativa.

## El microaprenentage i les tecnologies mòbils
Els dispositius mòbils suposen un mitjà idoni per a la implementació del microaprenentatge, donat el format dels continguts que el caracteritzen. A més a més, possibiliten que la formació siga accessible a qualsevol instant, a qualsevol lloc. Així doncs, el concepte de microaprenentatge mòbil (de l’anglès mobile microlearning) fa èmfasi a la duració reduïda de les lliçons (entre 30 segons i 5 minuts) i la portabilitat del seu contingut. En l'actualitat existeixen multitud de plataformes dedicades a aquest tipus de continguts, com ara Skillshare, Khan Academy, Codecademy o Academy of Mine.
Sovint, les “píndoles” d’aprenentatge són presentades de manera audiovisual i esquemàtica. Amb aquestes, es pretén que, amb el mínim temps possible, es gènere el màxim impacte possible en l’aprenentatge. D’altra banda, els continguts es solen trobar ajustats d'acord amb les necessitats, de manera atractiva i interactiva. Es pot considerar que aquest enfocament està lligant a l'aprenentatge mòbil, tot i que aquest últim abasteix un camp més ampli, com ara l'ús dels sensors dels dispositius a experiments de ciències.
Segons diversos estudis, aquest enfocament augmenta la motivació, la implicació i la desimboltura, facilitant l’aprenentatge amb ubiqüitat. Tanmateix, altres estudis assenyalen que la informació pot ser excessiva per a la brevetat de les lliçons, que el mateix dispositiu mòbil pot distraure de l’objectiu d’aprenentatge i que l'accessibilitat, tècnica i econòmica, a aquest tipus de recursos pot ser limitada.

## Atenció i retenció de la informació
S’ha demostrat que l’ús del microlearning és una forma de millorar no només la motivació de l’alumnat, sinó també la capacitat de retenció del contingut, i la memòria a llarg termini. Així, si es comparen els resultats de retenció obtinguts entre una metodologia més tradicional i l’aprenentatge mitjançant el microlearning, aquest últim obté resultats un 18% millors.
Aquest mateix estudi reflecteix que el 97% dels estudiants participants valora positivament els elements de ludificació com a eina per al microaprenentatge, esdevenint l'eina més ben valorada, però seguida de molt a prop pels videotutorials de curta durada, les targetes d’atenció o flashcards, i les infografies.

## El microaprenentatge i la formació corporativa
L'ús del microlearning a les formacions s'ha convertit en una oportunitat d'aprenentatge i formació. L'ús d'aquesta metodologia ha crescut amb l'arribada de la Covid-19 i l'entrada del teletreball. L'ús de les píndoles formatives és clau per aquest tipus d'organitzacions. La gran oferta de LMS ha ocasionat que aquesta incorporació sigui més accelerada si escau.
Alguns beneficis associats són: (1) Facilita el procés d'ensenyament-aprenentatge, eliminants escletxes de coneixement entre treballadors/es, (2) Agilitza i motiva el procés, (3) Flexibilitza i contribueix a la conciliació de la vida laboral, personal i formativa de les persones (4) Redueix costos en la formació.
Formats més usuals dins de les corporacions: aplicacions mòbils, infografies interacctives, podcast, ilustracions o animacions, vídeos i simuladors.

## El microaprenentatge i les xarxes socials (XXSS)
El microlearning també es present a les xarxes socials (XXSS). En l'actualitat més de 3.810 milions de persones utilitzen les xarxes socials on es comuniquen, crean continguts, aprenen, comparteixen...
Les noves tendències de continguts a XXSS estan vinculades a la micronarrativa i la nanonarrativa, on el contingut és breu, àgil i condensat. Aquesta tendència a potenciat que moltes marques comercials generin continguts breus i amb gran impacte, amb la finalitat de generar compra i associar-se amb plataformes com ara: Snapchat, Instagram o Facebook.
Alguns exemples en l'actualitat: Televisions internacionals com: NBC, Universal, Turner, Discovery o Fox, utilitzen la XXSS Snapchat, per poder introduir els seus continguts en format micro per poder arribar a més públic i generar alt impacte.

## Anàlisi DAFO
| Debilitats | Amenaces |
| - Possible esgotament en relació amb l'ús del mòbil. - Dificultats d'accés tecnològic per la bretxa digital. - Cal adaptar el contingut preexistent (la simple fragmentació no és suficient). | - Els constants canvis tecnològics. - Ús excessiu de la fragmentació de contingut, que pot derivar en aprenentatge poc efectiu. -Baixa interacció entre el instructor i l'usuari. -L'ús de dispositius mòbils pot distraure a l'alumnat de l'objectiu de l'aprenentatge. |
| Fortaleses | Oportunitats |
| - Augment de l'ús de la tecnologia mòbil tant a nivell personal com en l'àmbit educatiu. - Flexibilitat, ja que es tracta d'una formació que es pot dur a terme en qualsevol lloc i a qualsevol hora. - Millora la motivació de l'alumnat. - Millora la retenció del contingut i la capacitat de memorització a llarg termini. - Potencia la formació asíncrona. | - Arribar a un públic objectiu que té poc temps per formar-se. - Esdevé un bon aliat de les tecnologies mòbils. - Es poden crear continguts molt específics. - Es poden crear solucions docents ràpides per a problemes concrets. - Adaptativa, pot convertir un contingut dens en un contingut breu i concís. - No es limita a l'àmbit educatiu / formatiu. Hi ha nous àmbits que tenen en compte aquesta metodologia. Exemple: Social Media. - Establir una connexió més intima amb l'alumnat més jove |